# Paco Clos
Paco Clos właśc. Francisco Javier Clos Orozco (ur. 8 kwietnia 1960, w Mataró) – piłkarz hiszpański, występował na pozycji środkowego napastnika. Grał w klubie FC Barcelona i Real Murcia.
W sezonie 1984/1985 zdobył dla swojego klubu szesnaście bramek w Primera División, a w następnym sezonie - dwadzieścia.
Grał też w reprezentacji Hiszpanii, został wybrany na MŚ w Meksyku w roku 1986.

## Tytuły
- 1. miejsce w lidze: 1985.
- 2 Copa del Rey: 1983, 1988.
- 1 Superpuchar Hiszpanii: 1984.
- 2 Copa de la Liga: 1982 i 1986.